# Париски синдром
Париски синдром (фр. syndrome de Paris) је осећај разочарења који осећају неки појединци приликом посете Паризу, који сматрају да град није био оно што су очекивали. Стање се обично посматра као тежак облик културног шока.
Синдром карактерише низ психијатријских симптома као што су акутна делузија, халуцинације, осећај прогањања (перцепција да сте жртва предрасуда, агресије и непријатељства других),  дереализација, деперсонализација, анксиозност, а такође и психосоматске манифестације као што су вртоглавица, тахикардија, знојење и друге, као што је повраћање. 
Иако је синдром посебно примећен међу јапанским туристима, он је такође погодио друге путнике или привремене становнике из источне Азије, као што су они из Кине, Сингапура и Јужне Кореје.

## Историја
Хироаки Ота, јапански психијатар који ради у болничком центру Свете Ане у Француској, сковао је тај термин 1980-их  и објавио истоимену књигу  1991. године. Катада Тамами из болнице Нисеи је писала о јапанском пацијенту са манично-депресијом који је доживео париски синдром 1998. године. 
Каснији рад Јоусефа Махмоудија, лекара из болнице Отел Дју у Паризу, указује да је париски синдром „психопатологија повезана са путовањем, а не синдром путника“.  Теоретизирао је да узбуђење које је резултат посете Паризу узрокује убрзавање срца, изазивајући вртоглавицу и кратак дах, што резултира халуцинацијама на начин сличан Стендаловом синдрому. 
Иако је Би-Би-Си 2006. године известио да јапанска амбасада у Паризу има „24-часовну телефонску линију за оне који пате од тешког културног шока“,  јапанска амбасада наводи да таква телефонска линија не постоји.   Такође 2006. године, Мијуки Кусама, из јапанске амбасаде у Паризу, рекао је за Гардијан: „Постоји око 20 случајева синдрома годишње и то се дешава већ неколико година“, и да је амбасада вратила најмање четири јапанска држављана у Јапан те године.  Међутим, 2011. године, амбасада је изјавила да то није истина. 
Од процењених 1,1 милион јапанских туриста годишње у Паризу,  број пријављених случајева је мали. Идентификовано је две врсте стања: оне који имају претходну историју психијатријских проблема и оне без морбидне историје који показују посттрауматски стресни поремећај одложеног изражавања.  У интервјуу за Slate.fr, Махмудија је навео да од педесет патолошких путника хоспитализованих сваке године, само три до пет су Јапанци. 
Француски лист Libération написао је чланак о синдрому 2004. године. Марио Реноук, председник Француско-јапанског медицинског удружења, у чланку наводи да су медији и туристичко оглашавање првенствено одговорни за стварање овог синдрома.  Реноук указује да иако часописи често приказују Париз као место где већина људи на улици изгледа као модели, а већина жена се облачи у брендове високе моде, у стварности ни Ван Гог ни модели нису на угловима Париза. По овом мишљењу, поремећај је узрокован позитивним представљањем града у популарној култури, што доводи до огромног разочарења јер се реалност доживљавања града веома разликује од очекивања: туристи се суочавају са пренасељеним и затрпаним градом и ставовима француских угоститељских радника као што су трговци, особље ресторана и хотела, који нису пуни добродошлице.
У 2014. години, Bloomberg је известио да је синдром такође погодио неколико од милион годишњих кинеских туриста у Паризу. Жан Франсоа Џоу, председник удружења кинеских туристичких агенција у Француској (Association Chinoise des Agences de Voyages en France), рекао је „Кинези романтизују Француску, знају за француску књижевност и француске љубавне приче. Неки од њих заврше у сузама и куну се да се никада неће вратити.“  У чланку је цитирано истраживање Туристичке канцеларије Париза из 2012. године у којем су безбедност и чистоћа добили ниске оцене, а такође је наведено да је веб страница префектуре Париске полиције доступна на кинеском,  осим на енглеском и француском. Међутим, Мичел Лежоекс, шеф психијатрије у болници Бихат–Клауде Бернард у Паризу, приметио је у интервјуу да је „Путников синдром стара прича“ и указао на Стендалов синдром који је, напротив, скуп симптома који произилазе из изузетно позитивног туристичког искуства.